# Степанов, Павел Иванович
Па́вел Ива́нович Степа́нов (4 [16] июня 1880, Тара, Тобольская губерния — 26 августа 1947, Москва) — советский учёный-геолог, специалист в области геологии угольных бассейнов. Академик АН СССР (1939).

## Биография
Родился 4 (16) июня 1880 года в городе Таре в дворянской семье.
В 1893—1895 годах учился в Томском реальном училище, в 1895—1897 гг. — во Втором Санкт-Петербургском реальном училище. Два года работал чертёжником на механическом заводе.
В 1899 году поступил в Санкт-Петербургский горный институт, который окончил в 1907 году.
В 1903 году зачислен в Геологический комитет.
В 1904—1905 годах читал лекции по геологии и минераловедению на Смоленских курсах, где были мужские и женские вечерне воскресные классы «Императорского Русского технического общества».
С 1907 года Степанов был действительным членом Санкт-Петербургского минералогического общества, с 1916 года — членом Русского палеонтологического общества и одним из его основателей, членом Совета этой организации.
В 1908—1913 годах помощник геолога Геологического комитета.
В 1912 году за геологическое описание Донецкого каменноугольного бассейна награждён большой золотой медалью им. А. И. Антипова Императорского Санкт-Петербургского минералогического общества.
В 1913—1924 годах геолог, старший геолог Геологического комитета.
Опубликовал (частично в соавторстве) 4 тома описаний (протоколы Геологического комитета) и геологических атласов отдельных карт. Вёл также и палеонтологические исследования, изучал ископаемую фауну из отложений силурийского и каменноугольного возраста.
До 1917 года вёл работы по изучению Донецкого каменноугольного бассейна.
В 1917—1920 годах заведующий угольной секцией Геологического комитета.
В 1919—1922 годах председатель совета Бюро учёта полезных ископаемых Геологического комитета.
С 1919 года профессор Петроградского горного института. Организовал кафедру нерудных ископаемых и ископаемого угля, которую возглавлял до 1926 года. Читал курс геологии угольных месторождений. На основе его лекций изданы учебные пособия «Геология месторождений ископаемых углей» (1930, 1932) и «Месторождения ископаемых углей» (1937).
Стал одним из основателей Центрального научно-исследовательского геологоразведочного музея (ЦНИГРмузей) им. академика Ф. Н. Чернышёва. Был его многолетним руководителем (председатель Совета (1920), заведующий (1926), директор (со дня открытия в 1930).
В начале 1930-х годов руководил разведочными работами в Донецком каменноугольном бассейне, на основании которых значительно расширились пределы угленосности бассейна. В 1930—1932 годах исследовал Хумаринский угленосный район на Кубани.
Автор монографии «Геология месторождений ископаемых углей и горючих сланцев» (1937), где была приложена «Карта поясов преобладающего угленакопления на земном шаре. Линии главнейших угленакоплений».
Доктор геолого-минералогических наук (1935 без защиты диссертации).
29 января 1939 года избран действительным членом АН СССР по Отделению математических и естественных наук.
С 1939 года руководитель угольной группы в Институте геологических наук АН СССР (ИГН). В 1941 году основал и возглавил там Лабораторию проблем угленакопления, которая в 1943 году стала отделом геологии ископаемых углей.
В 1942—1946 годах член Президиума АН СССР, позже стал академиком-секретарём Отделения геолого-географических наук АН СССР.
Умер 26 августа 1947 года в Москве (по другим данным Ленинград). Похоронен на Новодевичьем кладбище.

## Семья
Отец— Иван Иванович, служил врачом в Тарском уезде (уездный сельский врач 1877—1880, уездный врач 1877—1880, тарский городовой врач 1877—1883).
Жена Лариса Ивановна Тыжнова (1876—1967).

## Награды и премии
- 1911 — Медаль имени Алексея Ивановича Антипова — за работы геологии по Донбасса и района озера Балхаш
- 1943 — Сталинская премия I степени (22 марта) — за геологические исследования Донбасса, обобщенные в труде «Геология СССР» Т. VII: Донецкий бассейн
- 1944 — Орден Ленина — за работу по обеспечению промышленности запасами сырья
- 1945 — Орден Ленина — в связи с 220-летием Академии наук СССР

## Память
Именем П. И. Степанова были названы:
- Музей геологии и горно-бурового дела в городе Артёмовске.
- Минерал степановит из класса карбонатов.
- Виды ископаемой фауны.